# Lễ Thân vương

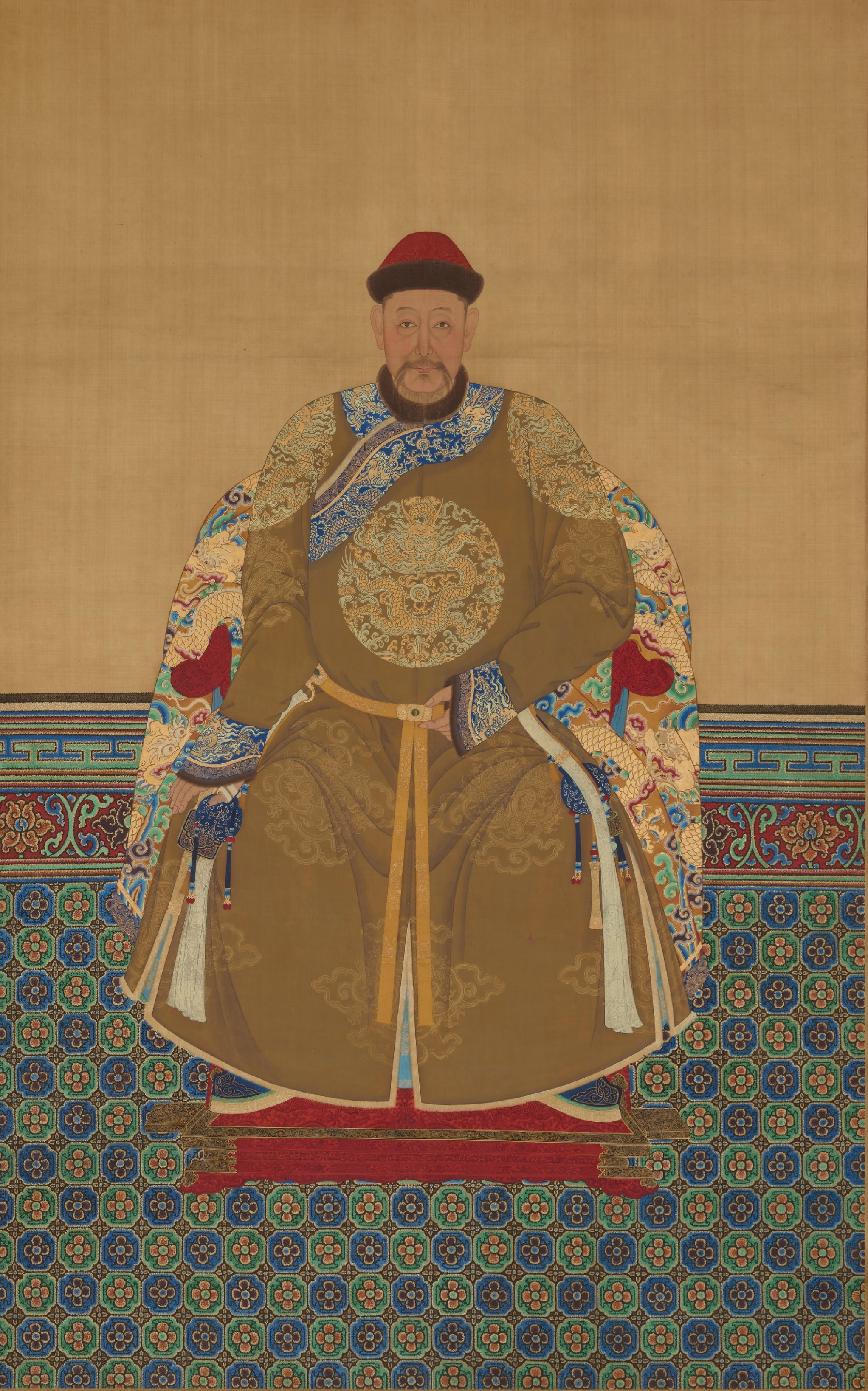
Lễ Liệt Thân vương Đại Thiện

Hòa Thạc Lễ Thân vương (chữ Hán:和碩禮親王, tiếng Mãn: ᡥᠣᡧᠣᡳ
ᡩᠣᡵᠣᠩᡤᠣ
 ᠴᡳᠨ ᠸᠠᠩ, Möllendorff: Hošoi doronggo cin wang, Abkai: Hoxoi doronggo qin wang) là tước vị Thân vương thế tập truyền đời nhà Thanh trong lịch sử Trung Quốc. Do được ban ân con cháu tập tước không bị giáng vị, Lễ Thân vương trở thành một trong Thiết mạo tử vương.

## Khái quát
Thủy tổ của Lễ vương phủ là Đại Thiện - con trai thứ hai của Thanh Thái Tổ Nỗ Nhĩ Cáp Xích, sinh mẫu là Nguyên phi Đông Giai thị. Thái Tổ tứ hào "Cổ Anh Ba Đồ Lỗ" (古英巴圖魯). Sau khi Hậu Kim thành lập, Đại Thiện với thân phận Hòa Thạc Bối lặc tham gia chính sự.
Năm Sùng Đức nguyên niên (1636), Thanh Thái Tông kế vị, Đại Thiện được phong làm "Hòa Thạc Lễ huynh Thân vương" (和硕兄礼亲王). Phong hiệu "Lễ" (tiếng Mãn: ᡩᠣᡵᠣᠩᡤᠣ, Möllendorff: doronggo, Abkai: doronggo) phiên âm ra tiếng Hán là "đa long ô", nghĩa là hữu lễ, đoan trang.

### Chi hệ
Đại Thiện có tất cả tám con trai, trong đó:
- Trưởng tử: Nhạc Thác trở thành một chi Khắc Cần Quận vương, cũng là 1 trong 12 Thiết mạo tử vương của nhà Thanh.
- Thứ tử: Thạc Thác bị truất Tông thất.
- Tam tử: Tát Cáp Lân (萨哈磷), có con trai là Lặc Khắc Đức Hồn (勒克德渾) trở thành một chi Thuận Thừa Quận vương (顺承郡王), cũng là 1 trong 12 Thiết mạo tử vương của nhà Thanh.
- Tứ tử: Ngõa Khắc Đạc (瓦克达) trở thành một chi Khiêm Quận vương (谦郡王) (bị cách tước vào những năm Khang Hi).
- Ngũ tử: Ba Lạt Mã (巴喇玛) và lục tử: Mã Chiêm (玛占) vô tự.
- Bát tử: Hỗ Tắc (祜塞) trở thành một chi Khang Quận vương (康郡王).

Còn lại chính là thất tử Mãn Đạt Hải kế thừa đại tông, cải hào thành Tốn Thân vương (巽親王). Nhưng đến những năm Thuận Trị thì một chi Tốn Thân vương bị hàng tập, đại tông do một chi Khang Quận vương kế thừa, cải thành Khang Thân vương (康親王). Đến năm Càn Long thứ 43 (1778) phục hào Lễ Thân vương.

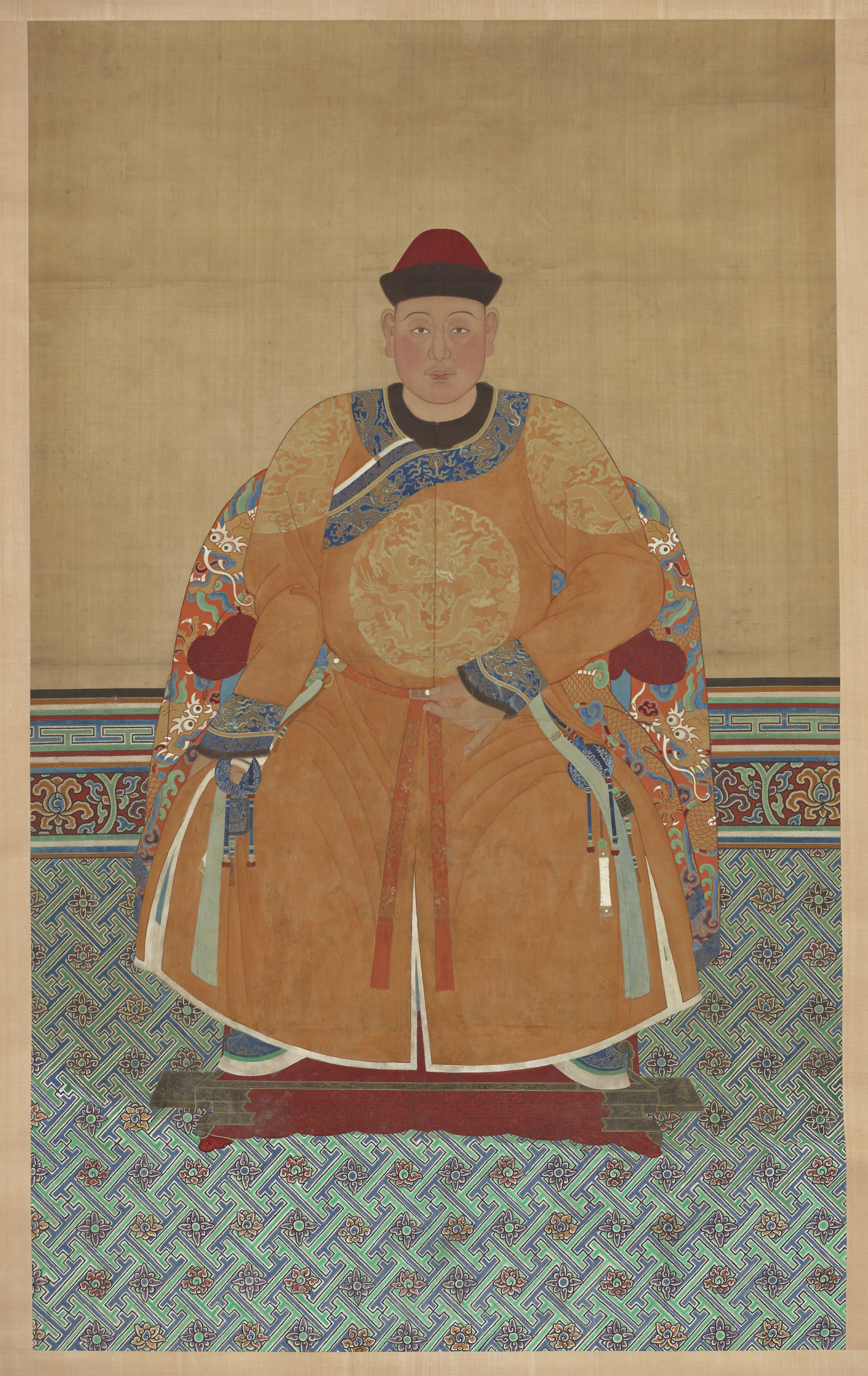
Chân dung Đại Thiện lúc còn trẻ

### Kỳ tịch
Từ năm Minh Vạn Lịch thứ 37 (1609), Đại Thiện đã nắm giữ Hồng kỳ. Đến năm thứ 43 (1615) thì tách Hồng kỳ làm Chính Hồng kỳ và Tương Hồng kỳ, trong đó Tương Hồng kỳ được giao cho trưởng tử Nhạc Thác và thứ tử Thạc Thác cùng nhau nắm giữ. Vì vậy, Lưỡng Hồng kỳ đều thuộc về một chi Lễ vương phủ. Tình huống này mãi đến những năm cuối Khang Hi, có Hoàng tử được phân phong vào Hồng kỳ mới có sự thay đổi. Vì vậy, ngoại trừ một chi Khắc Cần Quận vương thuộc Tương Hồng kỳ, còn lại kỳ tịch của hậu duệ Lễ vương phủ đều thuộc Chính Hồng kỳ đệ tứ tộc.

### Địa vị
Lễ Thân vương là Kỳ chủ vương của Chính Hồng kỳ, nắm giữ Kỳ quyền tương đối mạnh mẽ. Mặt khác, vì Thái Tổ trưởng tử Chử Anh thất thế, nên trên thực tế một chi Lễ Thân vương được xem như "Chi trưởng" của Thái Tổ. Vì vậy, địa vị của Lễ vương phủ luôn rất cao, được xem như đứng đầu trong chư Vương Tông thất. Bất luận là thời kỳ nào, Lễ vương phủ đều được chư Vương tôn lên hàng đầu.

### Danh sĩ
Một mạch Lễ vương phủ chủ yếu nổi danh vào thời Thanh sơ như Khang Lương Thân vương Kiệt Thư nổi danh là một chiến tướng của nhà Thanh. Hậu duệ sau này có một vài người tương đối nổi danh như Lễ vương đời thứ 9 Chiêu Liên, mặc dù từng bị đoạt tước nhưng lại là người giàu học thức, là người soạn ra "Khiếu đình tạp lục" - một bộ bút ký cực kỳ có giá trị của nhà Thanh. Lại có Thanh mạt Lễ Thân vương Thế Đạc, người đứng đầu Quân cơ Đại thần, trải qua suốt những năm vãn Thanh, lại trải qua ba năm Dân Quốc trước khi mất.

### Phủ đệ
Vì xuất hiện trường hợp dị tông thừa kế đại tông, mà một mạch Lễ vương có hai tòa phủ đệ, tức Tốn vương phủ và Khang vương phủ. Tốn vương phủ sau này đổi thành Định vương phủ, nguyên do không nhắc đến. Khang vương phủ nằm ở tây Hoàng thành, phía Tây của phố Nam, đầu hẻm Đại Tương Phòng (大酱房), là tòa trạch cũ của Chu Khuê (周奎), ngoại thích của Sùng Trinh Đế. Trong phủ có cửa chính (5 gian), chính điện (7 gian), phối lầu hai phía Đông Tây (7 gian), hậu điện, thần điện, hậu tráo lâu. Trong các Vương phủ thời Thanh, Lễ vương phủ có hậu điện độc lập, là trường hợp tương đối đặc thù.

### Viên tẩm
Lễ vương phần tổng cộng có 3 khu vực, phân biệt là Môn Đầu Thôn (门头村) thuộc Hương Sơn Môn (香山门) (vào thời Thanh sơ), Kim Đỉnh Sơn (金顶山) thuộc Thạch Cảnh Sơn (thời Thanh trung kỳ), và Phúc Thọ Lĩnh thuộc Thạch Cảnh Sơn (thời Thanh mạt).
Viên tẩm ở Môn Đầu Thôn bị trộm phá vào năm 1937, sau đó cây cối cũng lần lượt bị bán đi, kiến trúc phía trên chỉ còn lại Khang Lương Thân vương bia. Viên tẩm ở Kim Đỉnh Sơn cũng bị trộm tàn phá vào những năm 1930, không còn di tích. Cây cối ở viên tẩm Phúc Thọ Lĩnh cũng lần lượt bị đem bán, năm 1953 hậu duệ Lễ vương phủ khởi linh, nay cũng không còn di tích.

### Thời Thanh mạt
Lễ Thân vương Thành Hậu vốn tập tước sau khi nhà Thanh đã diệt. Ông là một "Nhà sinh vật học", luôn thích nghiên cứu nhím và rắn, bị nhiều người gọi là "Phong Vương gia" (疯王爷, tức Vương gia bị điên). Ông mất vào năm Dân Quốc thứ 6 (1917), nhưng không có con trai, tước vị do em trai là Thành Khôn thừa tập. Sau khi Thành Khôn tập tước, ông đem Vương phủ cho Hoa Bắc học viện thuê. Ông qua đời năm 29 tuổi, con trai là Tuấn Minh tập tước. Hiện nay hậu duệ của Tuấn Minh đang ở Bắc Kinh.
Mặt khác, chi bên của Lễ vương có một người là Kim Trọng Nhân (金仲仁), danh Xuân Nguyên (春元) - hậu duệ của Phụ quốc Tướng quân Trát Nhĩ Đồ (扎爾圖), thuộc bối tự "Tái", là một người nổi danh trong giới kinh kịch vào thời mạt Thanh.

### Bác bỏ tin đồn
Hiện nay, ở Đài Loan xuất hiện một người là Kim Dục Vân (金毓鋆), một số tổ chức và hậu duệ nhà Thanh nói rằng ông là hậu duệ của Lễ Thân vương Thành Hậu. Tuy nhiên trên thực tế, căn cứ vào "Ái Tân Giác La Tông phổ", Thành Hậu vô tự, quá kế cháu trai Tuấn Minh để thừa tự. Em trai là Thành Khôn có ba người con trai là Tuấn Giai (濬楷), Tuấn Minh (濬铭) và Tuấn Viên (濬垣). Tuấn Giai là người lớn tuổi nhất, sinh vào năm Dân Quốc thứ 7 (1918), so với Dục Vân còn nhỏ hơn 11 tuổi. Hơn nữa Thành Hậu vốn thuộc bối tự "Dục", con cháu của ông không thể loại sử dụng bối tử "Dục" nữa. Vậy nên vị Kim Dục Vân này không thể là hậu duệ của Thành Hậu.

## Lễ Thân vương
1. Lễ Liệt Thân vương Đại Thiện (代善)
1583 - 1636 - 1648
2. Tốn Giản Thân vương (Bối lặc) Mãn Đạt Hải (滿達海)
1622 - 1649 - 1652
3. Dĩ cách Tốn Thân vương (Hoài Mẫn Bối lặc) Thường A Đại (常阿岱)
1643 - 1652 - 1659 - 1665
4. Khang Lương Thân vương Kiệt Thư (傑書)
1645 - 1659 - 1697
5. Khang Điệu Thân vương Xuân Thái (椿泰)
1683 - 1697 - 1709
6. Khang Tu Thân vương Sùng An (崇安)
1705 - 1709 - 1733
7. Khang Giản Thân vương Ba Nhĩ Đồ (巴爾圖)
1674 - 1734 - 1753
8. Lễ Cung Thân vương Vĩnh Ân (永恩)
1727 - 1753 - 1805
9. Dĩ cách Lễ Thân vương Chiêu Liên (昭梿)
1776 - 1805 - 1816 - 1829
10. Lễ An Thân vương Lân Chỉ (麟趾)
1756 - 1817 - 1821
11. Lễ Thận Thân vương Toàn Linh (全龄)
1817 - 1821 - 1850
12. Lễ Khác Thân vương Thế Đạc (世铎)
1843 - 1850 - 1914
13. Lễ Đôn Thân vương Thành Hậu (誠厚)
1864 - 1914 - 1917
14. Lễ Thân vương Thành Khôn (誠堃)
1886 - 1917 - 1929
15. Lễ Thân vương Tuấn Minh (濬銘)
1918 - 1929 - 1951

## Phả hệ Lễ Thân vương
|  |  |                                                               |                                                               |                                                               |                                                               |                                                               |                                                               |  |  |  |  | quá kế                                                    |                                                           |                                                           |                                                           |                                                           |                                                           |  |  |  |  |  |  |  |  |  |  |  |  |  |  |
|  |  |                                                               |                                                               |                                                               |                                                               |                                                               |                                                               |  |  |  |  |                                                           |                                                           |                                                           |                                                           |                                                           |                                                           |  |  |  |  |  |  |  |  |  |  |  |  |  |  |
|  |  |                                                               |                                                               |                                                               |                                                               |                                                               |                                                               |  |  |  |  | Lễ Liệt Thân vương Đại Thiện 1583 - 1636 - 1648           |                                                           |                                                           |                                                           |                                                           |                                                           |  |  |  |  |  |  |  |  |  |  |  |  |  |  |
|  |  |                                                               |                                                               |                                                               |                                                               |                                                               |                                                               |  |  |  |  |                                                           |                                                           |                                                           |                                                           |                                                           |                                                           |  |  |  |  |  |  |  |  |  |  |  |  |  |  |
|  |  |                                                               |                                                               |                                                               |                                                               |                                                               |                                                               |  |  |  |  |                                                           |                                                           |                                                           |                                                           |                                                           |                                                           |  |  |  |  |  |  |  |  |  |  |  |  |  |  |
|  |  | Tốn Giản Thân vương Mãn Đạt Hải 1622 - 1649 - 1652            | Tốn Giản Thân vương Mãn Đạt Hải 1622 - 1649 - 1652            | Tốn Giản Thân vương Mãn Đạt Hải 1622 - 1649 - 1652            | Tốn Giản Thân vương Mãn Đạt Hải 1622 - 1649 - 1652            | Tốn Giản Thân vương Mãn Đạt Hải 1622 - 1649 - 1652            | Tốn Giản Thân vương Mãn Đạt Hải 1622 - 1649 - 1652            |  |  |  |  | Huệ Thuận Thân vương Hỗ Tắc (祜塞) 1622 - 1645 - 1646     | Huệ Thuận Thân vương Hỗ Tắc (祜塞) 1622 - 1645 - 1646     | Huệ Thuận Thân vương Hỗ Tắc (祜塞) 1622 - 1645 - 1646     | Huệ Thuận Thân vương Hỗ Tắc (祜塞) 1622 - 1645 - 1646     | Huệ Thuận Thân vương Hỗ Tắc (祜塞) 1622 - 1645 - 1646     | Huệ Thuận Thân vương Hỗ Tắc (祜塞) 1622 - 1645 - 1646     |  |  |  |  |  |  |  |  |  |  |  |  |  |  |
|  |  | Tốn Giản Thân vương Mãn Đạt Hải 1622 - 1649 - 1652            | Tốn Giản Thân vương Mãn Đạt Hải 1622 - 1649 - 1652            | Tốn Giản Thân vương Mãn Đạt Hải 1622 - 1649 - 1652            | Tốn Giản Thân vương Mãn Đạt Hải 1622 - 1649 - 1652            | Tốn Giản Thân vương Mãn Đạt Hải 1622 - 1649 - 1652            | Tốn Giản Thân vương Mãn Đạt Hải 1622 - 1649 - 1652            |  |  |  |  | Huệ Thuận Thân vương Hỗ Tắc (祜塞) 1622 - 1645 - 1646     | Huệ Thuận Thân vương Hỗ Tắc (祜塞) 1622 - 1645 - 1646     | Huệ Thuận Thân vương Hỗ Tắc (祜塞) 1622 - 1645 - 1646     | Huệ Thuận Thân vương Hỗ Tắc (祜塞) 1622 - 1645 - 1646     | Huệ Thuận Thân vương Hỗ Tắc (祜塞) 1622 - 1645 - 1646     | Huệ Thuận Thân vương Hỗ Tắc (祜塞) 1622 - 1645 - 1646     |  |  |  |  |  |  |  |  |  |  |  |  |  |  |
|  |  | Dĩ cách Tốn Thân vương Thường A Đại 1643 - 1652 - 1659 - 1665 | Dĩ cách Tốn Thân vương Thường A Đại 1643 - 1652 - 1659 - 1665 | Dĩ cách Tốn Thân vương Thường A Đại 1643 - 1652 - 1659 - 1665 | Dĩ cách Tốn Thân vương Thường A Đại 1643 - 1652 - 1659 - 1665 | Dĩ cách Tốn Thân vương Thường A Đại 1643 - 1652 - 1659 - 1665 | Dĩ cách Tốn Thân vương Thường A Đại 1643 - 1652 - 1659 - 1665 |  |  |  |  | Khang Lương Thân vương Kiệt Thư 1645 - 1649 - 1659 - 1697 | Khang Lương Thân vương Kiệt Thư 1645 - 1649 - 1659 - 1697 | Khang Lương Thân vương Kiệt Thư 1645 - 1649 - 1659 - 1697 | Khang Lương Thân vương Kiệt Thư 1645 - 1649 - 1659 - 1697 | Khang Lương Thân vương Kiệt Thư 1645 - 1649 - 1659 - 1697 | Khang Lương Thân vương Kiệt Thư 1645 - 1649 - 1659 - 1697 |  |  |  |  |  |  |  |  |  |  |  |  |  |  |
|  |  | Dĩ cách Tốn Thân vương Thường A Đại 1643 - 1652 - 1659 - 1665 | Dĩ cách Tốn Thân vương Thường A Đại 1643 - 1652 - 1659 - 1665 | Dĩ cách Tốn Thân vương Thường A Đại 1643 - 1652 - 1659 - 1665 | Dĩ cách Tốn Thân vương Thường A Đại 1643 - 1652 - 1659 - 1665 | Dĩ cách Tốn Thân vương Thường A Đại 1643 - 1652 - 1659 - 1665 | Dĩ cách Tốn Thân vương Thường A Đại 1643 - 1652 - 1659 - 1665 |  |  |  |  | Khang Lương Thân vương Kiệt Thư 1645 - 1649 - 1659 - 1697 | Khang Lương Thân vương Kiệt Thư 1645 - 1649 - 1659 - 1697 | Khang Lương Thân vương Kiệt Thư 1645 - 1649 - 1659 - 1697 | Khang Lương Thân vương Kiệt Thư 1645 - 1649 - 1659 - 1697 | Khang Lương Thân vương Kiệt Thư 1645 - 1649 - 1659 - 1697 | Khang Lương Thân vương Kiệt Thư 1645 - 1649 - 1659 - 1697 |  |  |  |  |  |  |  |  |  |  |  |  |  |  |
|  |  |                                                               |                                                               |                                                               |                                                               |                                                               |                                                               |  |  |  |  |                                                           |                                                           |                                                           |                                                           |                                                           |                                                           |  |  |  |  |  |  |  |  |  |  |  |  |  |  |
|  |  | Khang Giản Thân vương Ba Nhĩ Đồ 1674 - 1734 - 1753            | Khang Giản Thân vương Ba Nhĩ Đồ 1674 - 1734 - 1753            | Khang Giản Thân vương Ba Nhĩ Đồ 1674 - 1734 - 1753            | Khang Giản Thân vương Ba Nhĩ Đồ 1674 - 1734 - 1753            | Khang Giản Thân vương Ba Nhĩ Đồ 1674 - 1734 - 1753            | Khang Giản Thân vương Ba Nhĩ Đồ 1674 - 1734 - 1753            |  |  |  |  | Khang Điệu Thân vương Xuân Thái 1683 - 1697 - 1709        | Khang Điệu Thân vương Xuân Thái 1683 - 1697 - 1709        | Khang Điệu Thân vương Xuân Thái 1683 - 1697 - 1709        | Khang Điệu Thân vương Xuân Thái 1683 - 1697 - 1709        | Khang Điệu Thân vương Xuân Thái 1683 - 1697 - 1709        | Khang Điệu Thân vương Xuân Thái 1683 - 1697 - 1709        |  |  |  |  |  |  |  |  |  |  |  |  |  |  |
|  |  | Khang Giản Thân vương Ba Nhĩ Đồ 1674 - 1734 - 1753            | Khang Giản Thân vương Ba Nhĩ Đồ 1674 - 1734 - 1753            | Khang Giản Thân vương Ba Nhĩ Đồ 1674 - 1734 - 1753            | Khang Giản Thân vương Ba Nhĩ Đồ 1674 - 1734 - 1753            | Khang Giản Thân vương Ba Nhĩ Đồ 1674 - 1734 - 1753            | Khang Giản Thân vương Ba Nhĩ Đồ 1674 - 1734 - 1753            |  |  |  |  | Khang Điệu Thân vương Xuân Thái 1683 - 1697 - 1709        | Khang Điệu Thân vương Xuân Thái 1683 - 1697 - 1709        | Khang Điệu Thân vương Xuân Thái 1683 - 1697 - 1709        | Khang Điệu Thân vương Xuân Thái 1683 - 1697 - 1709        | Khang Điệu Thân vương Xuân Thái 1683 - 1697 - 1709        | Khang Điệu Thân vương Xuân Thái 1683 - 1697 - 1709        |  |  |  |  |  |  |  |  |  |  |  |  |  |  |
|  |  |                                                               |                                                               |                                                               |                                                               |                                                               |                                                               |  |  |  |  | Khang Tu Thân vương Sùng An 1705 - 1709 - 1733            |                                                           |                                                           |                                                           |                                                           |                                                           |  |  |  |  |  |  |  |  |  |  |  |  |  |  |
|  |  |                                                               |                                                               |                                                               |                                                               |                                                               |                                                               |  |  |  |  |                                                           |                                                           |                                                           |                                                           |                                                           |                                                           |  |  |  |  |  |  |  |  |  |  |  |  |  |  |
|  |  |                                                               |                                                               |                                                               |                                                               |                                                               |                                                               |  |  |  |  |                                                           |                                                           |                                                           |                                                           |                                                           |                                                           |  |  |  |  |  |  |  |  |  |  |  |  |  |  |
|  |  | Lễ Cung Thân vương Vĩnh Ân 1727 - 1753 - 1805                 | Lễ Cung Thân vương Vĩnh Ân 1727 - 1753 - 1805                 | Lễ Cung Thân vương Vĩnh Ân 1727 - 1753 - 1805                 | Lễ Cung Thân vương Vĩnh Ân 1727 - 1753 - 1805                 | Lễ Cung Thân vương Vĩnh Ân 1727 - 1753 - 1805                 | Lễ Cung Thân vương Vĩnh Ân 1727 - 1753 - 1805                 |  |  |  |  | Truy phong Lễ Thân vương Vĩnh Huệ 1729 - 1799             | Truy phong Lễ Thân vương Vĩnh Huệ 1729 - 1799             | Truy phong Lễ Thân vương Vĩnh Huệ 1729 - 1799             | Truy phong Lễ Thân vương Vĩnh Huệ 1729 - 1799             | Truy phong Lễ Thân vương Vĩnh Huệ 1729 - 1799             | Truy phong Lễ Thân vương Vĩnh Huệ 1729 - 1799             |  |  |  |  |  |  |  |  |  |  |  |  |  |  |
|  |  | Lễ Cung Thân vương Vĩnh Ân 1727 - 1753 - 1805                 | Lễ Cung Thân vương Vĩnh Ân 1727 - 1753 - 1805                 | Lễ Cung Thân vương Vĩnh Ân 1727 - 1753 - 1805                 | Lễ Cung Thân vương Vĩnh Ân 1727 - 1753 - 1805                 | Lễ Cung Thân vương Vĩnh Ân 1727 - 1753 - 1805                 | Lễ Cung Thân vương Vĩnh Ân 1727 - 1753 - 1805                 |  |  |  |  | Truy phong Lễ Thân vương Vĩnh Huệ 1729 - 1799             | Truy phong Lễ Thân vương Vĩnh Huệ 1729 - 1799             | Truy phong Lễ Thân vương Vĩnh Huệ 1729 - 1799             | Truy phong Lễ Thân vương Vĩnh Huệ 1729 - 1799             | Truy phong Lễ Thân vương Vĩnh Huệ 1729 - 1799             | Truy phong Lễ Thân vương Vĩnh Huệ 1729 - 1799             |  |  |  |  |  |  |  |  |  |  |  |  |  |  |
|  |  | Dĩ cách Lễ Thân vương Chiêu Liên 1776 - 1805 - 1816 - 1833    | Dĩ cách Lễ Thân vương Chiêu Liên 1776 - 1805 - 1816 - 1833    | Dĩ cách Lễ Thân vương Chiêu Liên 1776 - 1805 - 1816 - 1833    | Dĩ cách Lễ Thân vương Chiêu Liên 1776 - 1805 - 1816 - 1833    | Dĩ cách Lễ Thân vương Chiêu Liên 1776 - 1805 - 1816 - 1833    | Dĩ cách Lễ Thân vương Chiêu Liên 1776 - 1805 - 1816 - 1833    |  |  |  |  | Lễ An Thân vương Lân Chỉ 1756 - 1817 - 1821               | Lễ An Thân vương Lân Chỉ 1756 - 1817 - 1821               | Lễ An Thân vương Lân Chỉ 1756 - 1817 - 1821               | Lễ An Thân vương Lân Chỉ 1756 - 1817 - 1821               | Lễ An Thân vương Lân Chỉ 1756 - 1817 - 1821               | Lễ An Thân vương Lân Chỉ 1756 - 1817 - 1821               |  |  |  |  |  |  |  |  |  |  |  |  |  |  |
|  |  | Dĩ cách Lễ Thân vương Chiêu Liên 1776 - 1805 - 1816 - 1833    | Dĩ cách Lễ Thân vương Chiêu Liên 1776 - 1805 - 1816 - 1833    | Dĩ cách Lễ Thân vương Chiêu Liên 1776 - 1805 - 1816 - 1833    | Dĩ cách Lễ Thân vương Chiêu Liên 1776 - 1805 - 1816 - 1833    | Dĩ cách Lễ Thân vương Chiêu Liên 1776 - 1805 - 1816 - 1833    | Dĩ cách Lễ Thân vương Chiêu Liên 1776 - 1805 - 1816 - 1833    |  |  |  |  | Lễ An Thân vương Lân Chỉ 1756 - 1817 - 1821               | Lễ An Thân vương Lân Chỉ 1756 - 1817 - 1821               | Lễ An Thân vương Lân Chỉ 1756 - 1817 - 1821               | Lễ An Thân vương Lân Chỉ 1756 - 1817 - 1821               | Lễ An Thân vương Lân Chỉ 1756 - 1817 - 1821               | Lễ An Thân vương Lân Chỉ 1756 - 1817 - 1821               |  |  |  |  |  |  |  |  |  |  |  |  |  |  |
|  |  |                                                               |                                                               |                                                               |                                                               |                                                               |                                                               |  |  |  |  | Truy phong Lễ Thân vương Tích Xuân (锡春) 1776 - 1817     |                                                           |                                                           |                                                           |                                                           |                                                           |  |  |  |  |  |  |  |  |  |  |  |  |  |  |
|  |  |                                                               |                                                               |                                                               |                                                               |                                                               |                                                               |  |  |  |  |                                                           |                                                           |                                                           |                                                           |                                                           |                                                           |  |  |  |  |  |  |  |  |  |  |  |  |  |  |
|  |  |                                                               |                                                               |                                                               |                                                               |                                                               |                                                               |  |  |  |  |                                                           |                                                           |                                                           |                                                           |                                                           |                                                           |  |  |  |  |  |  |  |  |  |  |  |  |  |  |
|  |  | Lễ Thận Thân vương Toàn Linh 1817 - 1821 - 1850               | Lễ Thận Thân vương Toàn Linh 1817 - 1821 - 1850               | Lễ Thận Thân vương Toàn Linh 1817 - 1821 - 1850               | Lễ Thận Thân vương Toàn Linh 1817 - 1821 - 1850               | Lễ Thận Thân vương Toàn Linh 1817 - 1821 - 1850               | Lễ Thận Thân vương Toàn Linh 1817 - 1821 - 1850               |  |  |  |  | Toàn Xương (全昌) 1818 - 1871                             | Toàn Xương (全昌) 1818 - 1871                             | Toàn Xương (全昌) 1818 - 1871                             | Toàn Xương (全昌) 1818 - 1871                             | Toàn Xương (全昌) 1818 - 1871                             | Toàn Xương (全昌) 1818 - 1871                             |  |  |  |  |  |  |  |  |  |  |  |  |  |  |
|  |  | Lễ Thận Thân vương Toàn Linh 1817 - 1821 - 1850               | Lễ Thận Thân vương Toàn Linh 1817 - 1821 - 1850               | Lễ Thận Thân vương Toàn Linh 1817 - 1821 - 1850               | Lễ Thận Thân vương Toàn Linh 1817 - 1821 - 1850               | Lễ Thận Thân vương Toàn Linh 1817 - 1821 - 1850               | Lễ Thận Thân vương Toàn Linh 1817 - 1821 - 1850               |  |  |  |  | Toàn Xương (全昌) 1818 - 1871                             | Toàn Xương (全昌) 1818 - 1871                             | Toàn Xương (全昌) 1818 - 1871                             | Toàn Xương (全昌) 1818 - 1871                             | Toàn Xương (全昌) 1818 - 1871                             | Toàn Xương (全昌) 1818 - 1871                             |  |  |  |  |  |  |  |  |  |  |  |  |  |  |
|  |  | Lễ Khác Thân vương Thế Đạc 1843 - 1850 - 1914                 | Lễ Khác Thân vương Thế Đạc 1843 - 1850 - 1914                 | Lễ Khác Thân vương Thế Đạc 1843 - 1850 - 1914                 | Lễ Khác Thân vương Thế Đạc 1843 - 1850 - 1914                 | Lễ Khác Thân vương Thế Đạc 1843 - 1850 - 1914                 | Lễ Khác Thân vương Thế Đạc 1843 - 1850 - 1914                 |  |  |  |  | Dụ Định (裕定) 1838 - 1891                                | Dụ Định (裕定) 1838 - 1891                                | Dụ Định (裕定) 1838 - 1891                                | Dụ Định (裕定) 1838 - 1891                                | Dụ Định (裕定) 1838 - 1891                                | Dụ Định (裕定) 1838 - 1891                                |  |  |  |  |  |  |  |  |  |  |  |  |  |  |
|  |  | Lễ Khác Thân vương Thế Đạc 1843 - 1850 - 1914                 | Lễ Khác Thân vương Thế Đạc 1843 - 1850 - 1914                 | Lễ Khác Thân vương Thế Đạc 1843 - 1850 - 1914                 | Lễ Khác Thân vương Thế Đạc 1843 - 1850 - 1914                 | Lễ Khác Thân vương Thế Đạc 1843 - 1850 - 1914                 | Lễ Khác Thân vương Thế Đạc 1843 - 1850 - 1914                 |  |  |  |  | Dụ Định (裕定) 1838 - 1891                                | Dụ Định (裕定) 1838 - 1891                                | Dụ Định (裕定) 1838 - 1891                                | Dụ Định (裕定) 1838 - 1891                                | Dụ Định (裕定) 1838 - 1891                                | Dụ Định (裕定) 1838 - 1891                                |  |  |  |  |  |  |  |  |  |  |  |  |  |  |
|  |  |                                                               |                                                               |                                                               |                                                               |                                                               |                                                               |  |  |  |  |                                                           |                                                           |                                                           |                                                           |                                                           |                                                           |  |  |  |  |  |  |  |  |  |  |  |  |  |  |
|  |  | Lễ Đôn Thân vương Thành Hậu 1864 - 1914 - 1917                | Lễ Đôn Thân vương Thành Hậu 1864 - 1914 - 1917                | Lễ Đôn Thân vương Thành Hậu 1864 - 1914 - 1917                | Lễ Đôn Thân vương Thành Hậu 1864 - 1914 - 1917                | Lễ Đôn Thân vương Thành Hậu 1864 - 1914 - 1917                | Lễ Đôn Thân vương Thành Hậu 1864 - 1914 - 1917                |  |  |  |  | Lễ Thân vương Thành Khôn 1886 - 1917 - 1929               | Lễ Thân vương Thành Khôn 1886 - 1917 - 1929               | Lễ Thân vương Thành Khôn 1886 - 1917 - 1929               | Lễ Thân vương Thành Khôn 1886 - 1917 - 1929               | Lễ Thân vương Thành Khôn 1886 - 1917 - 1929               | Lễ Thân vương Thành Khôn 1886 - 1917 - 1929               |  |  |  |  |  |  |  |  |  |  |  |  |  |  |
|  |  | Lễ Đôn Thân vương Thành Hậu 1864 - 1914 - 1917                | Lễ Đôn Thân vương Thành Hậu 1864 - 1914 - 1917                | Lễ Đôn Thân vương Thành Hậu 1864 - 1914 - 1917                | Lễ Đôn Thân vương Thành Hậu 1864 - 1914 - 1917                | Lễ Đôn Thân vương Thành Hậu 1864 - 1914 - 1917                | Lễ Đôn Thân vương Thành Hậu 1864 - 1914 - 1917                |  |  |  |  | Lễ Thân vương Thành Khôn 1886 - 1917 - 1929               | Lễ Thân vương Thành Khôn 1886 - 1917 - 1929               | Lễ Thân vương Thành Khôn 1886 - 1917 - 1929               | Lễ Thân vương Thành Khôn 1886 - 1917 - 1929               | Lễ Thân vương Thành Khôn 1886 - 1917 - 1929               | Lễ Thân vương Thành Khôn 1886 - 1917 - 1929               |  |  |  |  |  |  |  |  |  |  |  |  |  |  |
|  |  |                                                               |                                                               |                                                               |                                                               |                                                               |                                                               |  |  |  |  |                                                           |                                                           |                                                           |                                                           |                                                           |                                                           |  |  |  |  |  |  |  |  |  |  |  |  |  |  |
|  |  |                                                               |                                                               |                                                               |                                                               |                                                               |                                                               |  |  |  |  | Lễ Thân vương Tuấn Minh (濬銘) 1918 - 1929 - 1945 - 1951  |                                                           |                                                           |                                                           |                                                           |                                                           |  |  |  |  |  |  |  |  |  |  |  |  |  |  |